# Рок-Крік (Міннесота)
Рок-Крік (англ. Rock Creek) — місто (англ. city) в США, в окрузі Пайн штату Міннесота. Населення — 1682 особи (2020).

## Географія
Рок-Крік розташований за координатами 45°45′53″ пн. ш. 92°54′12″ зх. д. / 45.76472° пн. ш. 92.90333° зх. д. (45.764716, -92.903459).  За даними Бюро перепису населення США в 2010 році місто мало площу 112,19 км², з яких 111,39 км² — суходіл та 0,80 км² — водойми.

## Демографія
Згідно з переписом 2010 року, у місті мешкало 1628 осіб у 582 домогосподарствах у складі 441 родини. Густота населення становила 15 осіб/км².  Було 635 помешкань (6/км²).
Расовий склад населення:
| - 97,0 % — білих - 0,7 % — корінних американців - 0,6 % — азіатів - 0,4 % — чорних або афроамериканців |

До двох чи більше рас належало 1,2 %. Частка іспаномовних становила 1,1 % від усіх жителів.
За віковим діапазоном населення розподілялося таким чином: 25,6 % — особи молодші 18 років, 63,7 % — особи у віці 18—64 років, 10,7 % — особи у віці 65 років та старші. Медіана віку мешканця становила 39,1 року. На 100 осіб жіночої статі у місті припадало 110,9 чоловіків;  на 100 жінок у віці від 18 років та старших — 113,0 чоловіків також старших 18 років.
Середній дохід на одне домашнє господарство  становив 63 410 доларів США (медіана — 57 727), а середній дохід на одну сім'ю — 66 005 доларів (медіана — 62 667). Медіана доходів становила 51 776 доларів для чоловіків та 35 227 доларів для жінок. За межею бідності перебувало 10,2 % осіб, у тому числі 9,9 % дітей у віці до 18 років та 7,9 % осіб у віці 65 років та старших.
Цивільне працевлаштоване населення становило 845 осіб. Основні галузі зайнятості: освіта, охорона здоров'я та соціальна допомога — 22,8 %, виробництво — 15,7 %, роздрібна торгівля — 10,3 %, мистецтво, розваги та відпочинок — 9,5 %.